# 水野さやか
水野 さやか（みずの さやか、1976年11月27日 - ）は、日本の元AV女優。

## 作品

### アダルトビデオ（撮りおろし作品）
1994年
- 揺れるパイオツ（1月11日、メシア MS-01）
- スクールハンター帰り道は気をつけて（2月12日、ステラ STV-1159）
- 18歳の絶頂 先生、3Pしたことありますか（3月3日、クリスタル映像 MS-13）
- 痴女電車 「年下いじめ」 水野夕貴 水野さやか 沢田安奈（3月25日、二見書房 MV-099）全3名
- 体育倉庫の裏側で（4月28日、ステラ STV-1164）
- ランジェリーのまましてあげる（5月25日、ステラ STV-1166）
- さやかが獣になった夜（6月30日、ステラ STV-1168）
- 実話 痴漢物語 水野さやか 葉月エリナ 吉野麻弥 夏樹麻緒（9月25日、二見書房 MV-108）全4名
- スーパーキャバクラ天国 水野さやか（11月11日、アイ・エヌ・エヌ VFZT00715）
- ヤンママは18才 水野さやか（12月8日、笠倉出版社）
- 戯れの猥褻マンダラ 水野さやか（12月24日、アイビック AD-43）
- 聖アトラス女学院 創刊号 水野さやか 夏樹麻緒 吉野麻弥（アトラス21 S-94082）全3名
- くい込みおとめ 水野さやか（ファイブスター FV-9011）
- 汚された生苺 水野さやか（VIP）

1995年
- 密室の罠 水野さやか 川村美樹（1月5日、笠倉出版社 CAV35-49）
- ナース物語 濡れた茂み 3（1月13日、笠倉出版社 AJV75-53）全8名
- くい込み征服狩り 水野さやか（2月10日、笠倉出版社 AJV75-51）
- 水野さやかとしてみませんか？（3月12日、V&Rプランニング VO-142）
- レズ地獄 女教師ひとみと生徒さやか 森尾ひとみ 水野さやか（3月24日、アリスJAPAN KR-9007）
- レズ地獄 2 同級生 小夜とさやか 氷高小夜 水野さやか（4月21日、アリスJAPAN KR-9008）
- エロティック・ハウス（10月15日、KUKI JF316）…共演:篠宮知世、森尾ひとみ、藤森優美、麻原樹里 全5名
- 学園レズ物語 水野さやか 森尾ひとみ 氷高小夜（12月1日、サクセス・ビデオ・コミュニティー SVC-3157）全3名 ※「レズ地獄」を再編集したもの
- ミッドナイトローズ 水谷ケイ 栗田もも 水野さやか ほか（12月26日、クリスタル映像 MI-60）
- 超狂乱 淫女大激突 しゃぶりまくる2人 水野さやか 葉月エリナ（イメージ・ボックス PO-003）

1996年
- インモラル天使 21 水野さやか（2月23日、シネマジック VS-402）
- 極上ボンデージ過激調教 快感美乳人形 水野さやか（2月23日、アートビデオ 1583）
- 淫乱スペルマハンティング（4月25日、エルメス HH-66）全5名
- 汚された堕天使 2 放課後微熱クラブ 水野さやか（5月14日、アートビデオ 1597）
- Shall We Bondage 雪村春樹の淫縛愛奴図鑑 水野さやか 鈴木沙羅 片桐ゆか（5月17日、シネマジック CN-189）全3名
- キャバクラ天国 あの娘もこの娘もピンクガール（6月7日、マックス・エー XS-2121）…共演:鈴木まりか、田中愛華、永井しおり 全4名
- 絶叫ケイレン看護婦 水野さやか（9月10日、わさびたいむ WA-008）
- 百合一族の来襲 最愛なる標的 飛室理杏 如月ララ 水野さやか 柚木真奈（11月21日、V＆Rプランニング SAS-030）全4名

1997年
- 淫乱女医痴漢電車（2月14日、笠倉出版社 AJV77-26）
- 監禁 新任女教師 突きまくり！やりまくり！ 水野さやか 柚木真奈（3月23日、オー・ケイ出版社）
- 大性宴さやか 水野さやか（オークラ出版）

2000年
- 女教師の痴態（5月19日、笠倉出版社 KAD-3）…オムニバス形式作品、他出演:牧原れい子、白川真里奈 全3名
- 永遠のロリー 立原由香 山下麻衣 水野さやか（6月19日、ト－タル・メディア・エ－ジェンシー 7ID-015）全3名

2006年
- ボロアパートセックス 水野さやか 立花ちせ 坂下れい（11月25日、ながえスタイル SBNS-006）全3名
- やられたい女たち 私を輪姦してください 麻美ゆうか 水野さやか 鈴木ありさ（12月25日、ながえスタイル SBNR-010）全3名

2007年
- 100万円つかみ取り！ 3 取れなきゃ脱いでヤッてもらいます 春の新人ギャル編（4月5日、ナチュラルハイ NHDT-436）全9名
- 女子プロレスラートレーニング 1（4月13日、アキバコム NHDT-436）全4名

2008年
- 女子校生のローションフェラチオ（2月1日、オフィスケイズ TXXD-63）全7名
- 月刊 こんな女子校生がいたらスゴイ！！ 女子校生の屁 3（3月21日、オフィスケイズ TXXD-66）全5名
- こんな女子校生がいたらスゴイ！！［調教ver.］水野さやか 丸山茜（4月4日、オフィスケイズ TXXD-67）
- 彼女とプロレスで勝負！！ Vol.05 結城リナ 水野さやか（7月25日、アキバコム SFP-05）
- まさかこんな所で!! 第1回 変態露出全国大会（10月15日、トップワン TOP-073）共演:門田まつり、永瀬あき、藤本ちさと、東野愛鈴、幸、葦沢鳴海、小鳥遊恋、桃咲たえ、星川麻美、ひなのりく、若槻朱音、綾波瀬奈、中森玲子、林なお 全15名
- 接吻強盗★10人隊 集団痴女のまったりベロベロ濃厚エロちゅ～（10月5日、ワープエンタテインメント CWM-058）全10名
- 痴女温泉旅館（11月15日、ネクストイレブン TOP-074）全15名
- ero都市伝説 闇系出会い部屋の実態（11月20日、ブリット SMOW-092）全6名

2009年
- ヒロインレズバトル 01 水野さやか 響みりあ（1月9日、ギガ ATLB-01）
- 女子校生強制中出し 17（1月15日、隼エージェンシー DVH-517）全6名
- 近親相姦（1月19日、Mr.IMPACT ARN-086）全6名
- 学校指定医師より投稿 小児科医師中○生・高校生猥褻治療映像 2 検査結果を重病だと騙し特別治療と称したわいせつ行為（1月25日、レッド PLOD-300）全24名
- 妄想大相撲 2（2月13日、アキバコム SMO-02）全4名
- ウーマンデストロイヤーボクシング Vol.03（3月6日、アキバコム SWB-03）全4名
- JAPANESE PARTY HARDCORE 6（4月7日、プレミアム PXD-018）全18名
- PRO-WRESMANIA MIXED SPECIAL Vol.01 佐伯奈々 水野さやか（7月3日、アキバコム SPMS-01）全4名
- 戦国男女プロレス 5 水野さやか（9月4日、アキバコム SSK-05）
- フェラコレ 女子校生編（9月15日、隼エージェンシー DVH-548）全29名

2010年
- SSS Chronicles WAR 03 水野さやか 川瀬七夏 国見奈々 雪乃あさ美（7月2日、アキバコム SWA-03）全4名

### アダルトビデオ（総集編、編集もの、BESTもの ほか）
1994年
- New OL倶楽部 4 水野さやか ほか（10月30日、宇宙企画 MY-37）
- 120人の美女 AV秘蔵コレクション Part1（12月15日、笠倉出版社 AJV75-40）全30名
- 顔面シャワーエレクト10 PART.17（12月15日、クリスタル映像 HR-98）全13名
- ナース快楽館 13（ファイブスター）…他出演:岡崎美女、絵崎あづみ、藤村真澄、森尾ひとみ

1996年
- クライマックスダイジェスト '96淫らな堕天使たち（11月12日、アートビデオ 1633）全11名
- クライマックスダイジェスト '96狂い泣く天使たち（12月6日、アートビデオ 1639）全10名

1997年
- ベスト・オブ・インモラル天使 5（7月4日、シネマジック VS-472）全5名

1998年
- ブルセラ伝説（1月1日、メディアバンク MBV-002）全20名

2000年
- ブルセラエンジェル 藤田リナ 小鳩美愛 児島理乃 水野さやか ほか（5月25日、メディアバンク ARD-005）全28名
- インモラル天使 罰 新堂有望 矢沢ようこ 夏樹みゆ 白川麻希 水野さやか ほか（10月27日、シネマジック MBV-002）多数出演
- レズ地獄スペシャル 森尾ひとみ 水野さやか 氷高小夜（12月22日、アリスJAPAN DV-043）全3名

2001年
- Allure 2000 vol.3（8月31日、メディアバンク ARD-029）全8名

2002年
- ブルマー20年史（1月17日、笠倉出版社 AOV45-47）全50名

2003年
- 淫らな放課後 汚された堕天使たち（4月11日、アートビデオ 2144）全5名
- スチュワーデス調教（11月25日、GPミュージアムソフト DMMD-5453）※オリジナルビデオ「スチュワーデス調教」のDVD版

2004年
- 女子校生レイプ強制顔射 2 水野さやか（4月27日、U＆K RP-02D）※復刻版
- あぶないシリーズ 16 女子校生・さやか 水野さやか（5月27日、U＆K UK-16D）※復刻版

2005年
- インモラル天使 File.7 麻生菜月 小森まみ 水野さやか（10月28日、シネマジック EE-007）全3名 ※「インモラル天使」第19作から第21作まで収録

2009年以降
- 学園愛奴コレクション 4 水野さやか 柚木真奈（2009年1月23日、凌友会 LYO-018）
- 極楽お色気温泉旅館（2015年6月20日、スターパラダイス CORI-009）全15名
- ながえ官能映像集 輪姦 まわされたい女たち（2015年8月25日、ながえスタイル BNSPS-380）全5名
- 強姦、強要、お仕置き、輪姦 男の群れで働く女（2016年1月25日、ながえスタイル BNSPS-432）全5名

発売年不明
- 女子校生レイプ 強制顔射 2 水野さやか（U＆K RP-2）VHS
- スーパーレッグ ミストレス 9 水野さやか（シャトルジャパン LM-09）VHS
- 映像世紀末(4) 水野さやか（チャンピオン CHA-04）VHS
- 平成ドキドキ女学園 5 ミズノサヤカ 水野さやか（シャトルジャパン DJ-05）VHS
- NEW Super裏Secret（染夜エンタープライズ NSS-006）VHS 全150名
- スペシャリスト（日本ビデオ販売 PIX-2）VHS ※ビデオ安売王オリジナル
- ネバドロ！（クイックシルバー OS-04）VHS
- マスペット･ドール SAYAKA（Mezzo Forte MF-03）VHS
- あぶないシリーズ 16 女子校生・さやか（アップル）VHS
- はれんち学園 宮内さおり 宮島さえ 水野さやか（バリーズ BLD-002）DVD 全3名

### ピンク映画
- 喪服妻 責めなぶり（1996年2月9日、エクセス・フィルム）監督:池島ゆたか - 主演 [1]
- レイプ願望 私をいかせて（1996年7月2日、大蔵映画）監督:清水大敬 [2]

### オリジナルビデオ
- 実写版 淫獣学園 色魔界の逆襲（1995年2月24日、大映）…共演:氷高小夜、麻宮淳子、西田ももこ、高橋めぐみ [3]
- 大江戸淫乱絵巻 色欲乱れ舞（1996年6月7日、ピンクパイナップル）監督:関根和美 - 主演 [4]
- スチュワーデス調教（1997年6月21日、ジーピー・ミュージアム）監督:北沢幸雄 主演:石川萌 [5]

### テレビドラマ
- 看護婦探偵 戸田鮎子 第2作 死の誕生パーティー（1995年3月20日、TBS・月曜ドラマスペシャル）- 患者 役
- しようよ♡（1996年10月5日 - 11月23日、テレビ朝日・ウィークエンドドラマ）
- 辞めてたまるか！（1997年3月3日、TBS・月曜ドラマスペシャル）
- 呪いの5キャラットダイヤ（2000年8月21日、TBS・月曜ドラマスペシャル）

### テレビ
- タモリのSUPERボキャブラ天国（大人のボキャ天・・・VTR出演のみ）
- ギルガメッシュないと（1994年3月19日・4月2日、テレビ東京）
- ロバの耳そうじ（1995年1月9日・2月13日 ほか、日本テレビ）[6]
- 炎のチャレンジャー（1996年10月8日、テレビ朝日）[7]

## 書籍

### 写真集
- 水野さやか写真集 透明な時間「とき」（1993年12月20日発行、撮影：杉本健一、英知出版）
- 139人の女ともだち 安藤有里 麻生ひろみ 美里真理 水野さやか ほか（1994年6月15日発行、撮影：若杉憲司 岡克巳 前場輝夫 杉本健一 西尾和久、英知出版）全139名
- 姉妹物語 PRETTY5 水野さやか 安藤有里 水沢早紀 高原みゆき かとう由梨（1994年7月20日発行、撮影：岡克己、英知出版）全5名 ISBN 9784754213688

### 雑誌
- URECCO 1994年2月号、8月号（ミリオン出版）
- BIG4特別編集 ENDLESS VOL.2（1994年2月24日、竹書房）
- アップル通信 1994年4月号（三和出版）
- ザ・ヒットMAGAZINE 1994年4月号（三和出版）
- PHOTO SHOT Vol.1（1994年4月25日、英知出版）
- ACTRESS 1994年6月号（リイド社）
- NANPA写真 1994年8月号（日正堂）
- Beppin 1994年8月1日号（英知出版）
- 写華力 VOL.1（1994年8月20日、メディアックス）
- D-CUP JAPAN 1994年10月号（蒼竜社）
- おとこの遊び専科 1994年10月号（青人社）
- GOKUH 1994年12月号（英知出版）
- Girls NO.2（1995年1月1日、ワニマガジン社）
- 写華力 VOL.6（1995年1月20日、メディアックス）
- ベストビデオ 1995年3月号（三和出版）
- Super Shot 完全保存版（1995年4月15日、英知出版）
- Bejeans 1995年7月1日号（英知出版）
- Okay! 1997年03月号（東京三世社）
- VIDEO FREAK 1997年4月号（晋遊舎）

## ゲーム
- 麻雀狂時代 コギャル放課後編 麻宮淳子 水野さやか 可愛ゆう ほか（1995年10月18日、マイクロネット、3DO）
- 麻雀狂時代 コギャル放課後編 麻宮淳子 水野さやか 可愛ゆう ほか（1996年1月12日、マイクロネット、セガサターン）